# Сібайська сільська рада
Сіба́йська сільська рада (рос. Сибайский сельский совет) — муніципальне утворення у складі Баймацького району Башкортостану, Росія. Адміністративний центр — село Старий Сібай.

## Населення
Населення — 3232 особи (2019, 3159 в 2010, 2588 в 2002).

## Склад
До складу поселення входять такі населені пункти:
| Населений пункт     | Населення, осіб (2002) | Населення, осіб (2010) |
| ------------------- | ---------------------- | ---------------------- |
| Давлетово, присілок | 22                     | 25                     |
| Калініно, присілок  | 357                    | 388                    |
| Старий Сібай, село  | 2209                   | 2746                   |